# Maumee
A Maumee (angolul Maumee River) folyó az Amerikai Egyesült Államokban, Ohio állam északnyugati és Indiana állam északkeleti részén.
Az Indiana állambeli Fort Wayne-nél ered, a St. Joseph-folyó és a St. Marys folyó kereszteződésében, majd északkeletre halad körülbelül 209 kilométeren át, keresztülvágva az államok mezőgazdasági területein. A Maumee-öbölben folyik bele az Erie-tóba, Toledónál.

## Elnevezése
Eredetileg a folyót Miami-nak is hívták, és az indiánokkal 1671-ben kötött szerződésekben "Miami of the Lake"-ként emlegették. A Maumee egy anglicizált kiejtési forma a miami indiánok ottawa nevéből, a maamii-ból.

## Története
Az Északnyugati indián háború végső csatáját 1,2 kilométerre vívták a folyó északi partjától. Antony Wayne tábornok győzelme után az egész Maumee völgy az USA tulajdona lett 1795-ben. Wayne tábornok győzelmének emlékére a Toledóban lévő legfontosabb hidat Antony Wayne Suspension Bridge-nek nevezik.
A folyó feletti ellenőrzés jogán vita alakult ki Ohio és Michigan között, ami az úgynevezett Toledói háborúhoz vezetett 1835-36-ban.

## Jellemzői
A folyó vízgyűjtő területe egy nagy mocsár volt, amit Nagy Fekete Ingoványnak hívtak, mielőtt lecsapolták és mezőgazdasági területté alakították volna. A mocsár a jégkori Maumee-tó maradványa volt, ami az Erie-tó ősének tekinthető.
A folyó széles erie-tavi torkolatában olajat, gabonát és szenet raknak hajókra, de 12 mérföldre innen, Maumee városánál a folyó már sokkal sekélyebb és csupán némi pihenési célú hajózást tesz lehetővé.
Az összes Nagy-tavakba ömlő folyó közül a Maumeenak van a legnagyobb vízgyűjtő területe (16 458 km²). A St. Josephen és a St. Marys-en túl fontos mellékfolyója a Auglaize és a Triffin. Számos kis sziget is van a folyó északnyugat-ohiói részén.

## Települések
- Fort Wayne
- New Haven
- Antwerp
- Defiance
- Florida
- Napoleon
- Grand Rapids
- Waterville
- Maumee
- Perrysburg
- Rossford
- Oregon
- Toledo

## Fordítás
Ez a szócikk részben vagy egészben  a   Maumee River című angol Wikipédia-szócikk ezen változatának fordításán alapul.  Az eredeti cikk szerkesztőit annak laptörténete sorolja fel. Ez a jelzés csupán a megfogalmazás eredetét és a szerzői jogokat jelzi, nem szolgál a cikkben szereplő információk forrásmegjelöléseként.

## Külső hivatkozások
- Maumee River Wakeboard & Ski Site (angolul)
- Maumee Valley Heritage Corridor (angolul)
- EPA Maumee River site (angolul)
- Maumee River Basin Commission Archiválva 2021. március 25-i dátummal a Wayback Machine-ben (Indiana) (angolul)